# Diapausa (album)
Diapausa è il dodicesimo album discografico del cantautore italiano Max Arduini, Il disco è uscito in formato digitale il 30 giugno 2021.
Il 27 maggio 2021 viene reso disponibile il primo singolo estratto, già presente in versione acustica nel precedente  album, Misteria Maîtresse

## Tracce
Testi e musiche di Max Arduini, eccetto dove indicato.
1. Misteria Maîtresse (Mix Version) – 5:00
2. È un clown che non si sporca (Acoustic) – 5:13
3. Rosalina (Live) – 2:41 (testo: Fabio Concato – musica: Fabio Concato)
4. Valzer Maj#7 (Acoustic) – 4:18
5. Molliche d'acqua (Acoustic) – 4:44
6. Cliché da Villain (Acoustic) – 5:12
7. Ciclisti nelle biglie (Acoustic) – 4:28
8. Comunque vada (Acoustic '95) – 3:11
9. Prenditempo (Acoustic '95) – 4:36
10. Lussuria e Tequila (Acoustic '95) – 3:18

- Il brano "Lussuria e Tequila" finisce al minuto 3:18. Dopo 1 minuto inizia la ghost track "Lo so (Il rimpianto)". Inedito suonato con gli "Eromberg" band adolescenziale di Max Arduini, mai pubblicato risalente all'anno 1991.

## Formazione
- Max Arduini – voce, cori, fischio, tastiera, pianoforte e chitarra in 'Comunque vada' e 'Lussuria e Tequila'
- Valdimiro Buzi – tastiera, programmazione, pianoforte, arrangiamenti su 'Misteria Maîtresse'
- Agostino Bertozzi – chitarra in 'Prenditempo' e 'Comunque vada' e 'Lussuria e Tequila'
- Marius Vernescu – pianoforte in 'Rosalina'